# Zeme
Zeme – miejscowość i gmina we Włoszech, w regionie Lombardia, w prowincji Pawia.
Według danych na rok 2004 gminę zamieszkuje 1190 osób, 47,6 os./km².